# 粵語髒話
粵語粗口，粵語通稱廣東話粗口，在粵語中，粗口具有相當的獨特性，廣泛流行於使用粵語的社區，包括廣東、香港、澳門及海外唐人街及華人社區等，詞句中有些被加上關於性器官或者性侵犯的俚語。粗口除了含有性俚語外，有些則是咒罵內容。根據使用時的環境及心態，可以分類為具冒犯性、不禮貌的咒罵、情緒發洩及習慣無意助語等。

## 考究
有香港人在網絡上編寫《粗口字典》，對於經常使用的粗口用字提供了解釋及例句。香港已故作詞人黃霑生前亦對粗口中描述性器官的用字作出了探討，並且將內容在報章副刊內刊登，及結集出版《不文集》。

### 正寫和正音
粵語粗口看似有音無字。原因是政府、學界、社會壓力，令到老師對此不教不傳、商業機構出版的教科書、學界字典不記載、現代電腦字庫未包含、以至正字日漸失傳，使到粵語粗口及一些俚俗字詞多數有音無字。近代以五個韓國自創漢字「門」字做部首內加同音字表示。 如將「西」字加入「門」字寫為「閪」字，小部份正寫可以透過粵語審音配詞字庫查究，但意義與韓國漢字完全不同。也由於韓國逐漸棄用漢字，此五字已成為廣東特有漢字。
按照香港作家彭志銘在《小狗懶擦鞋》（為典型粗口「屌㞗杘屄」、「𨳒𨳊𨶙𨳍閪」的諧音格）一書中描述，主要的廣東粗口字有5個，它們均為「尸」字部首，例如「屌」、「㞗」、「杘」、「屄」，其他的粗口字眼則是主要以諧音和意境去解釋。而且，辱罵人時，目標人物的親人往往也會成為受辱對象之一。其中一個常見的例子是屌你老母。
也有「𢆡姑」（乳房，俗寫「Lin姑」）、「豳脽」（陰莖，俗寫「賓州」），及半漢源的「膥袋」（陰囊，俗寫「春袋」）、「膥子」（睪丸，俗寫「春子」）、「屎窟竉」（肛門，俗寫「屎忽窿」）。

### 委婉說法
日常口語常以「隨口噏」（隨便說說）代稱髒話的委婉說法，將那些粗口用字和惡毒罵語的關鍵字除去，或者轉用其它諧音字，例如「撚」字轉成「乸」字，演變出等比較中性和個人的廣東咒罵語    這些俗語，偶有名人於公眾場合也會用來說笑。

## 用字
- 關於男性器官的粗口用字：、㞗、杘、豳脽（賓州）、膥（春）袋。
- 關於女性器官的粗口用字：屄。
- 關於性行為的粗口用字：屌

### 男性

#### 㞗/𨳊
「㞗」（「尸」下作「求」）為生僻字，常假借「鳩」和「尻」字。但其實「尻」字音「拷」，指人體尾椎位置，引申為屁股 。另外「鳩」及「勼」正音也是gau1，但因與髒話忌諱，漸唸成kau1（音「溝」）。前者「鳩」指一種雀鳥，後者「勼」解聚集，例如俗稱的「溝女」其實應為「勼女」。
舉例：關關睢鳩，在河之洲。窈窕淑女，君子好逑。

##### 委婉說法
以諧音字膠代替，如黐孖根（神經病）。「戇㞗」轉為「硬膠」。也有用「鳩」代替，曾蔭權在會議中曾經公開講出「鳩噏」一詞，香港新聞處的文件上則以將該詞彙修繕為「鬥噏」。「狗噏」源出自粗口「亂㞗噏」，改用諧音字「狗」，「亂㞗噏」更加簡化成「狗噏」。另有狗樣、舊樣、多舊魚、小狗及胡說九道等近音說法。

#### 卵//
本字為「卵」，亦用於閩南語泉漳話及潮汕話。見於《康熙字典》（卷七第六十三頁）、《漢語大字典》（第九八一頁）：「《字彙》力刃切。陰。《字彙．尸部》，閩人謂陰也。《字彙》良慎切，音吝，閩人謂陰也。」、《中文大辭典》（第四二八八頁）：「《字彙》良慎切，音吝，震去聲，陰部。《字彙》，閩人謂陰也。《正字通》按，方俗語，有音無字。陰不必別名。」
常假借為「撚」，「撚」原本並非低俗用字，也不是男性器。本字解賣弄技巧。例如「撚化」即玩弄整鬼，等同揾笨。「撚幾味」即使用技巧，做出幾味餸菜。拿手小菜又叫作「撚手小菜」。名詞可以指「污漬」，石岐（中山市）或台山人說「整撚咗」、即是弄污了，不要誤會他是說低俗下流語言。

##### 委婉說法
以近音字代替
- 粉腸/能量、實指撚樣（男人）。
- 好肯衰
- 好狠狼
- 做乜諗嘢

##### 相關歇後語
- 太監叫雞（召妓）：無撚用 [没用]
- 太監騎馬 ：無撚得頂
- 猩猩打飛機：玩撚猿(完) [完蛋了]

#### 杘/𨳍
一說「柒/七」為假借字，正字為「𡴶」、「杘」，另一說指「七」在江相派老千隱語中比喻男人，原借用亞拉伯數字7，作下垂姿態，或進入了騙局以不自知，故稱笨7。（8在江相派隱語中比喻女人，原借用亞拉伯數字8，因為上下兩個洞的關係）
1. 揾笨七（七賊切）：江湖相士找到一哥（可以欺騙的信徒）
2. 笨撚七 ：被撚化及欺騙了的男人
3. 漸漸「七」：「撚」同用、及通用，分開單字使用，等同男性器。
4. 碌「七」：男生生殖器官，意思完蛋了。

##### 委婉說法
以近音字代替
- 以諧音字「賊」、「實」代替
  - 狗賊/笨賊/笨狗賊/笨實/搵笨實

### 女性

#### 屄/閪
閪；現代粵語新創字，本作屄。屄為全國通用字，故普通話、客家話、閩南語（包含潮州話）均用此字。普通話語音為〈Bi〉，客家話則讀作biet5／bet5，而在閩南語中屄(bai)常與膣(tsi)連用為「膣屄」。

##### 委婉說法
- 以諧音字蟹或鞋代替；
  - 西/西人/臭蟹/花蟹/爛花蟹，指壞女人。
  - 臭西/臭鞋/爛臭鞋/懶擦鞋

### 動作

#### 屌/𨳒
𨳒；以勃起的陽具挺進陰戶，本字為屌，在廣東客家話和香港客家話均用此字，念作diau3 ，意思和用法與粵語的相同。

##### 委婉說法
以諧音字 小、挑或頂 代替：
- 小喇叭：屌那（「你阿」切音）媽。
- 挑那星：潮汕人說屌你嘅屎忽的音切變。
- 騎馬過海：台山人說你阿媽個屄的音切變。
- 頂你個肺

### 具爭議

#### 仆街
冚家鏟、買鹹鴨蛋、釘佐：意思是詛咒對方全家死淨光，也就是希望對方全家遭不幸。

#### 收皮
收皮是香港較粗俗的用語，甚至可被視為粗口，意思是叫人住口或滾蛋，近似「收檔」。此詞相信來自番攤賭檔，現時澳門各大賭場仍沿用收皮作為關閉賭枱（Closing Game）的用語，不論是外資或當地的賭場，皆用在各種博戲的賭枱之上。

## 使用原因

### 冒犯與侮辱
例子包括甲学生不满老师给的成绩，对老师辱骂：
「屌你老母臭化閪！」（粵語髒話，言語上對其母親性侵犯）
「做乜鳩比咁撚低分，屌你老母個閪！」「我屌柒你老母個臭鳩爛閪！」
（為何給这么低分，幹你娘！）
臺北地方法院曾審判一宗案件，後上訴至臺灣高等法院，下引述自《臺灣高等法院 102 年上易字第 1646 號刑事判決》：
(二)、而屌（廣東話讀音：diu2/ㄉㄧㄨˊ；粵語注音符號：ㄉㄧㄨˇ，俗寫「門」字內加「小」字），是男性外生殖器，引伸成形容男人陽具插入女人陰道時的動作，但含有貶意；「屌你老母」在廣東話之意即「我同你老母性交」，意同台語之「幹你娘」，核屬負面用語，用於評價他人時，足認係基於謾罵、侮辱之動機，自足以貶損他人之人格與名譽。在公開場合大庭廣眾下，對告訴人以「屌你老母（意同閩南語臺灣話之「幹你娘」）」之語辱罵，已逸脫口頭禪、句首語助詞之範圍；且在該處工作人員及其他參訪民眾得以共見共聞之情形下所為，亦已達公然貶損告訴人之個人人格及社會評價甚明。

### 加強語氣
在香港或廣州，一些特定階層或特別行業的伙伴習慣上經常都會加入粗口為助語詞，這種用法並無侮辱對方的意思。一些粗口字，特別是單字，有時會放在正常的語句中用以加強語氣，而粗口的諧音亦有時被運用作罵人或說笑等。
還有不含性器官的，如仆街、或死摌等通俗說話，一般只被視為粗俗說話而非粗口或髒話。

### 發洩情緒
雖然大部份粗口帶有侮辱性。但根據香港中文大學學生報的一篇名為《道德高地的虛妄》文章指出，粗口字須在一定的語境下才能產生「侮辱性、不尊重、性騷擾」等意思。他們舉例說明：
1. 甲剛寫完了一篇很長的論文，又寫得很滿意，於是丟筆並對天說了一聲：「屌！搞掂！」
2. 某人於遊覽期埃及其間，見到宏偉得令人驚嘆的金字塔，讚嘆道：「估唔到以前啲埃及人咁撚勁！」

第一個例子中，該粗口字強調「終於完成了」的喜悅與滿足，第二次例則表達了他對古埃及人的敬佩，兩者都沒有「侮辱性、不尊重、性騷擾」的意思。

### 朋輩壓力
因為害怕遭到排斥，不情願地放棄文質彬彬的措詞，而選擇跟同伴一起粗口爛舌，這種朋輩壓力於青少年之間相當常見。

### 正常用途
首先，粗口的對應就是所謂的雅言，而實際上被定義為粗口字的都是所謂的使用雅言的人所不齒的字語。通常使用雅言的都是所謂的社會上流人士。而且上述幾種的所謂使用原因都是基於雅言人士所出現的對立解釋。實際上，所謂的粗口都是正常語言的一部分，並無上述所講的特定情況。